# Königsbrunn am Wagram
Königsbrunn am Wagram je městys v Rakousku ve spolkové zemi Dolní Rakousy v okrese Tulln.

## Geografie

### Geografická poloha
Königsbrunn am Wagram se nachází ve spolkové zemi Dolní Rakousy v regionu Weinviertel. Rozloha území městyse činí 28,58 km², z nichž 21,7 % je zalesněných.

### Části obce
Území městyse Königsbrunn am Wagram se skládá ze šesti částí (v závorce uveden počet obyvatel k 1. 1. 2015):
- Bierbaum am Kleebühel (287)
- Frauendorf an der Au (176)
- Hippersdorf (177)
- Königsbrunn am Wagram (490)
- Utzenlaa (146)
- Zaußenberg (53)

### Sousední obce
- na severu: Großweikersdorf
- na východu: Absdorf
- na jihu: Zwentendorf an der Donau
- na západu: Kirchberg am Wagram

## Politika

### Obecní zastupitelstvo
Obecní zastupitelstvo se skládá z 19 členů. Od komunálních voleb v roce 2015 zastávají následující strany tyto mandáty:
- 12 ÖVP
- 5 SPÖ
- 2 KLUG

### Starosta
Nynějším starostou městyse Königsbrunn am Wagram je Franz Stöger ze strany ÖVP.

## Galerie

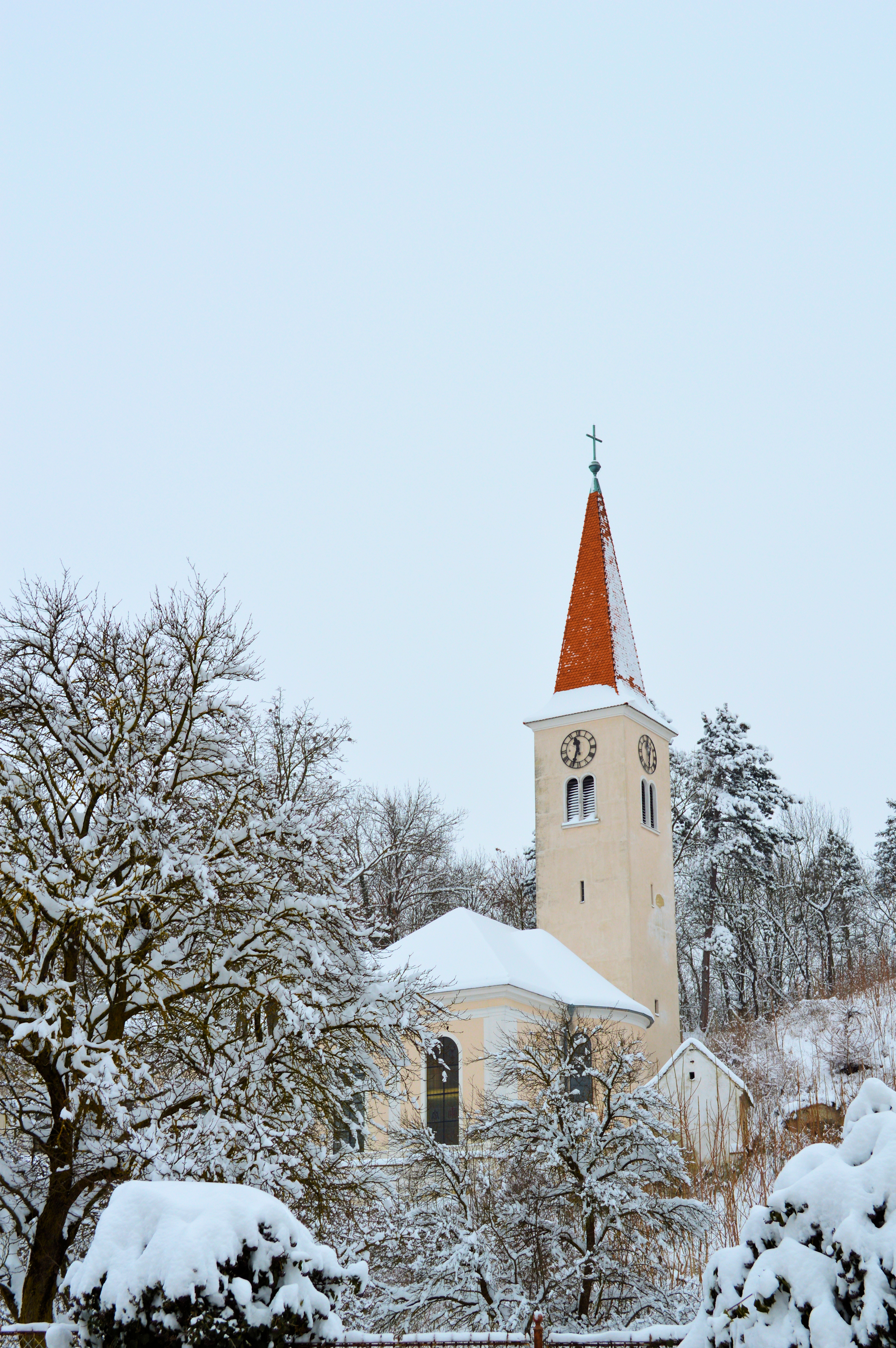
Farní kostel svatého Jana Křtitele v Königsbrunnu v zimě
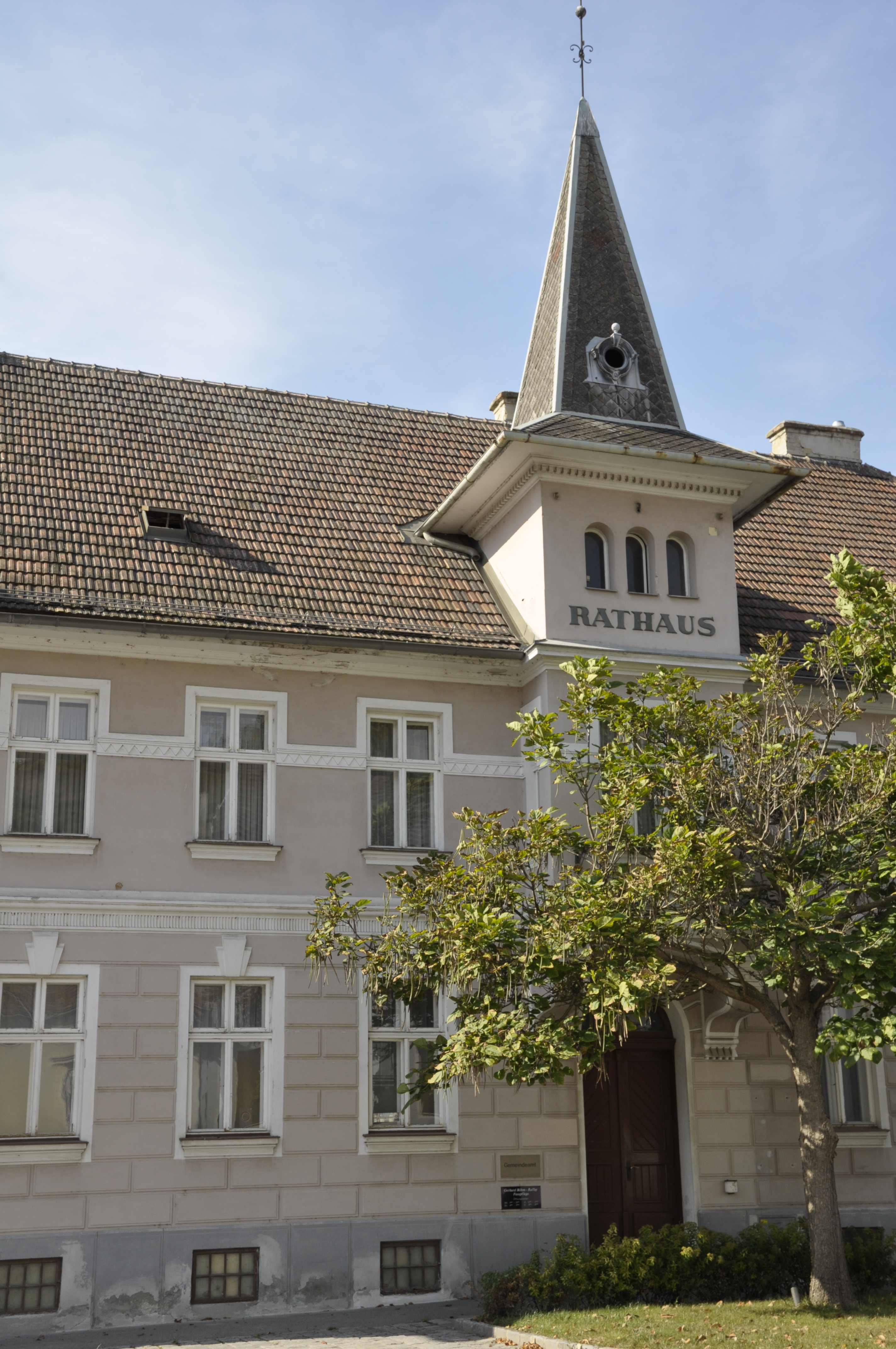
Königsbrunnská radnice
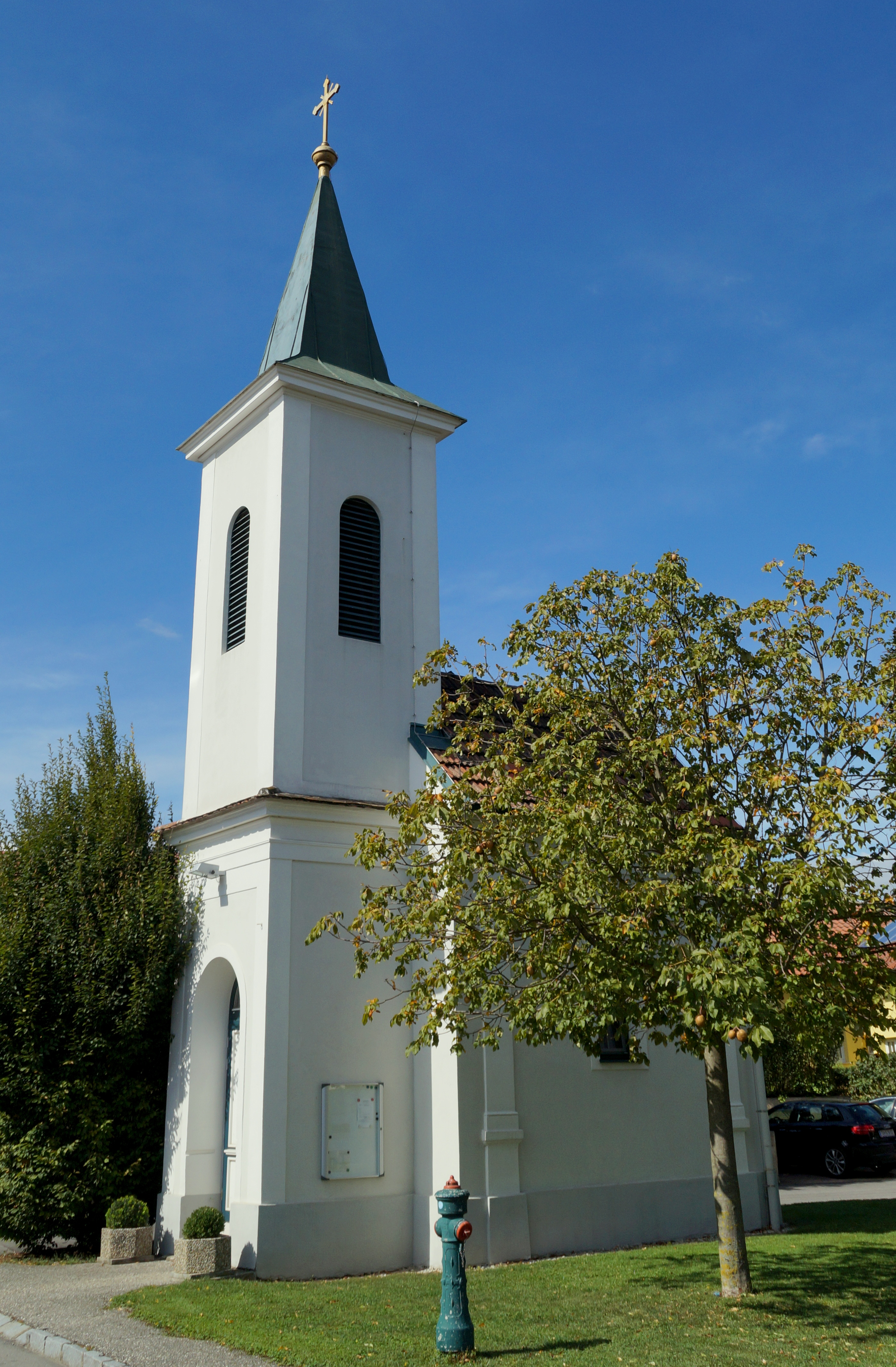
Kaple ve Frauendorfu an der Au
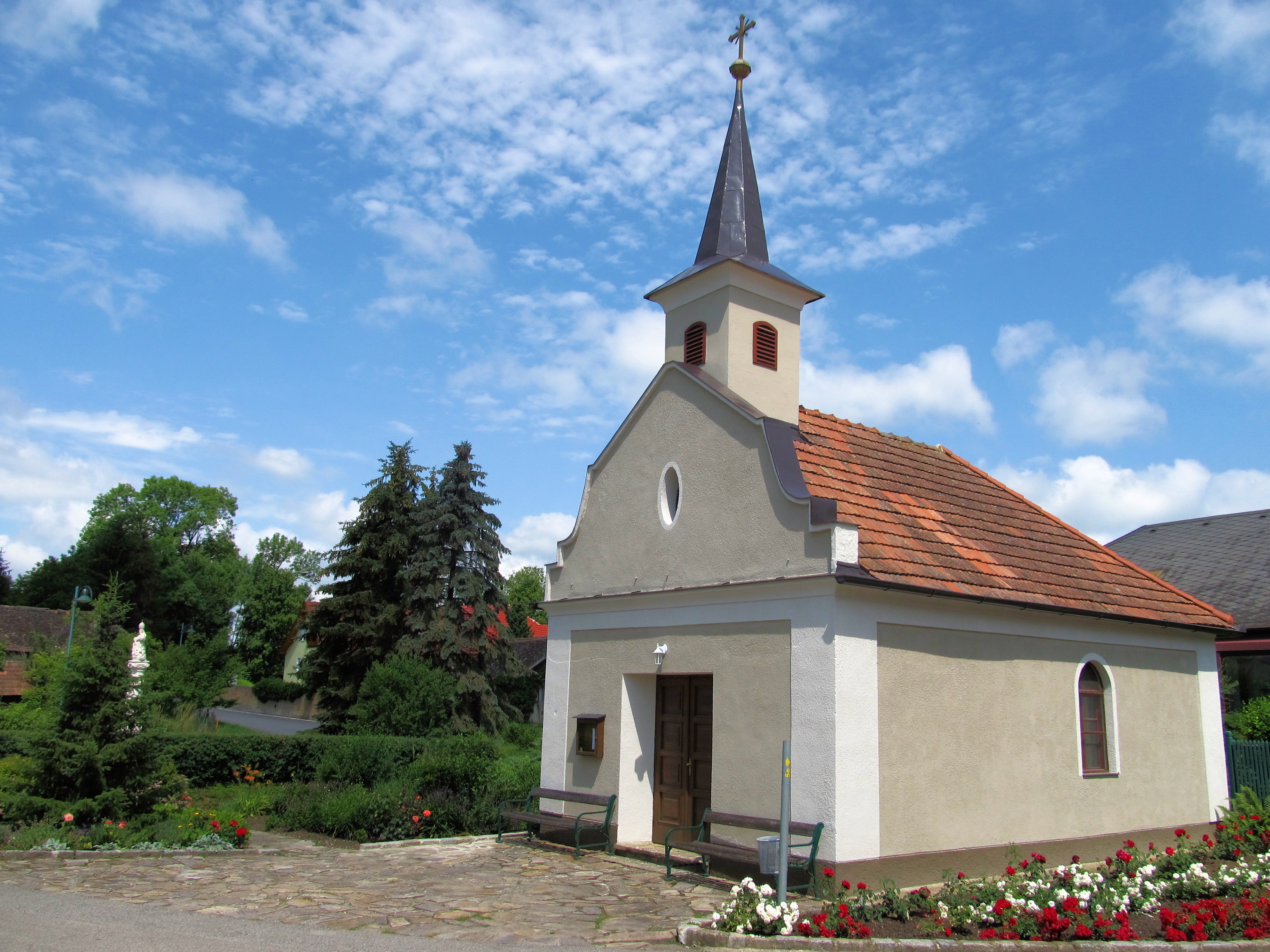
Kaple v Hippersdorfu
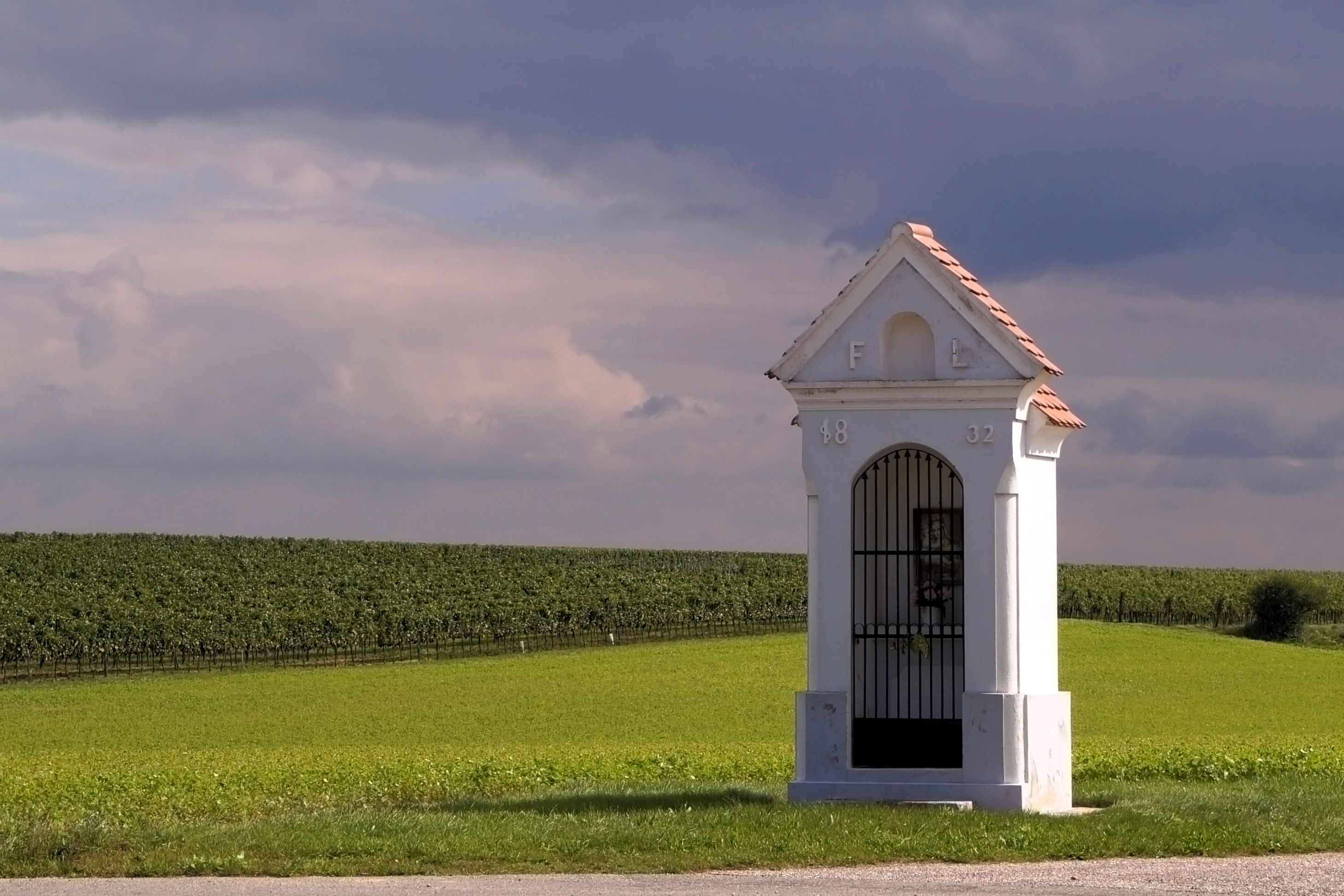
Kaplička v krajině v okolí Königsbrunnu
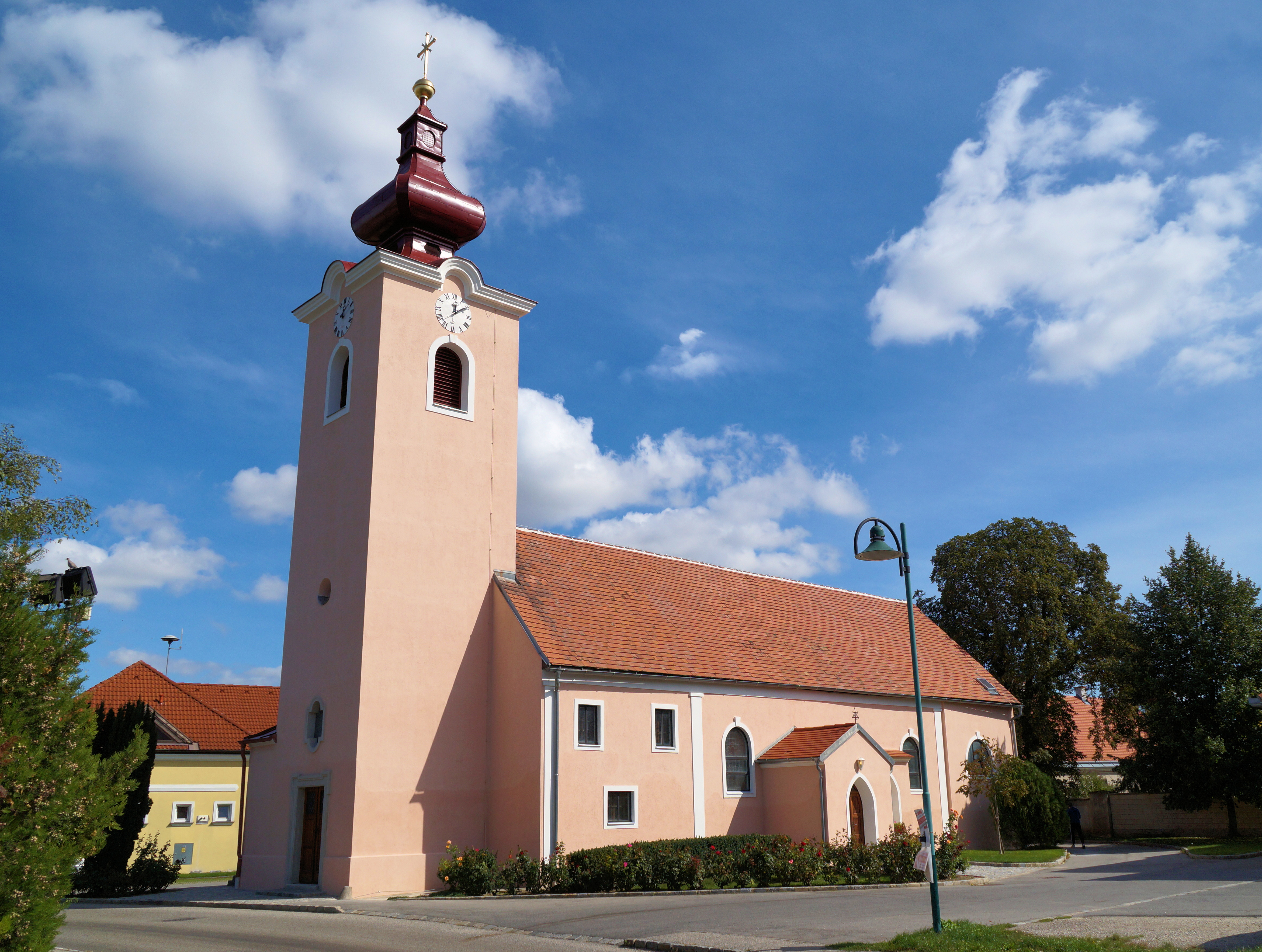
Farní kostel svatého Vavřince v Bierbaumu
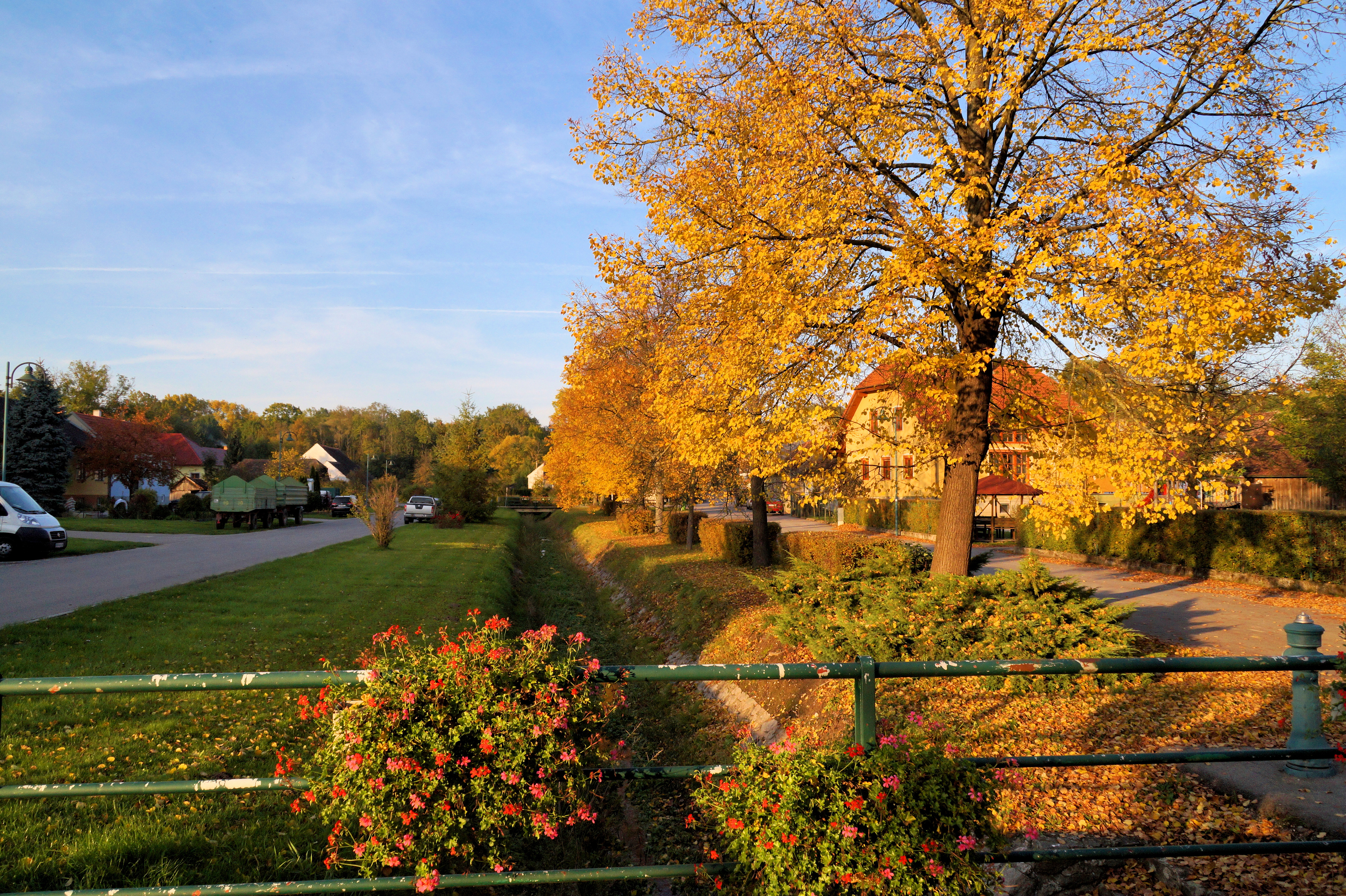
Hippersdorf na podzim